# Álvaro Sierra
Álvaro Sierra (Sogamoso, 4 april 1967) is een voormalige Colombiaanse wielrenner.

## Overwinningen
1991
- Eindklassement Ronde van Colombia

1999
- 3e etappe Clásico RCN

2003
- 3e, 4e etappe en eindklassement Doble Copacabana GP Fides
- 7e en 10 etappe Ronde van Costa Rica

2005
- 1e, 2e etappe en eindklassement Doble Sucre Potosí GP Cemento Fancesa
- 4e etappe Doble Copacabana GP Fides

2006
- 8e en 14e etappe Ronde van Colombia
- 4e etappe Doble Copacabana GP Fides

## Resultaten in voornaamste wedstrijden
| Jaar | Ronde van Italië | Ronde van Frankrijk | Ronde van Spanje |
| ---- | ---------------- | ------------------- | ---------------- |
| 1989 | opgave           |                     |                  |
| 1990 |                  |                     | 19e              |
| 1991 |                  |                     | 33e              |
| 1993 |                  |                     | opgave           |
| 1996 | 82e              |                     |                  |